# Fifty Fifty
Fifty Fifty (кор. 피프티 피프티, Pipeuti Pipeuti) — південнокорейський жіночий гурт, створений незалежним звукозаписним лейблом Attrakt у 2022 році. До першого складу гурту входили учасниці: Сіо, Сена, Аран та Кіна. Вони дебютували 18 листопада 2022 року з мініальбомом The Fifty. Гурт здобув популярність, після виходу синглу «Cupid», який став вірусним хітом. Цей сингл, який вийшов 24 лютого 2023 року, зробив Fifty Fifty найшвидшим K-pop гуртом, який увійшов до US Billboard Hot 100 і UK Singles Chart протягом чотирьох місяців після дебюту. Крім того, це зробило їх першим жіночим K-pop гуртом, який увійшов до першої десятки чартів Великобританії. 2023 року вони підписали контракт з Warner Records.
У вересні 2024 гурт дебютував повторно з оновленим складом з п'яти учасниць: Кіною, Шанель, Євон, Ханою та Атеною.

## Назва
Назва гурту «Fifty Fifty» вказує на співіснування учасниць в рівних частках, сповненого надії ідеалу та суворої реальності, а також надії бути цілими 100 разом зі своїми фанатами.

## Кар'єра

### До дебюту
У 2019 році генеральний директор Attrakt Чон Хонджун і генеральний директор продюсерської компанії KAMP зустрілися в Сінгапурі під час фестивалю та вирішили працювати разом, щоб створити жіночий K-pop гурт для просування за межами Південної Кореї. Компанія KAMP мала б відповідати за закордонний маркетинг. До двох компаній приєднався один із співробітників KAMP і продюсер, Ан Суніль. У грудні 2019 року Чон Ходжун відібрав на річне стажування дванадцять дівчат. Врешті їхня кількість скоротилася до чотирьох учасниць через щомісячні оцінювання.
У січні 2021 року компанія KAMP покинула проєкт через різні погляди на глобальну стратегію. У травні наступного року Ан Суніль і двоє інших співробітників KAMP, які брали участь у проєкті, звільнилися та заснували компанію The Givers: у той час як Чон відповідав за збір грошей, Ан обрав музичний напрямок і навчав учасників музичній теорії, співу, танцям, репу, акторській майстерністі та англійській мові. На підговтовку гурту витрачалося понад 20–30 мільйонів ₩ вон на місяць, а у створення чотирьох музичних кліпів було вкладено понад мільярд.
До дебюту гурту Сена була учасницею танцювального шоу KBS Dancing High.

### 2022: дебют ізThe Fifty
Після двох років стажування 14 листопада 2022 року Fifty Fifty оголосили, що вони дебютують у листопаді 2022 року. Тоді ж у всіх соціальних мережах гурту було опубліковано офіційний логотип гурту. А також на офіційному YouTube-каналі вийшов попередній кліп на пісню «Lovin Me». Учасниці були оголошені 15 листопада через концептуальну фотографію їхнього дебютного альбому, яка розкрила імена та дату дебюту, а також було вперше опубліковано офіційні фотографії учасниць. Відео виступу «Log In» також вийшло того ж дня.
18 листопада 2022 року Fifty Fifty випустили свій дебютний мініальбом The Fifty, головним синглом якого є «Higher». Альбом містить першу подорож дівчат, які прагнуть свободи за межами хаосу реальності та зрештою прямують до утопії. Він складається з чотирьох треків — R&B-поп пісні «Higher», що оспівує світ екстазу та мрій, міської поп-пісні «Tell Me», «Lovin Me», пісні про дорослішання, і «Log In», про дівчат, які бунтують, щоб втекти від задушливого реального світу. Промоція мініальбому розпочалася 22 листопада з їх музичним дебютом у The Show на SBS M і завершилися на Music Bank KBS2 2 грудня. Мініальбом не потрапив до Circle Album Chart, коли він вийшов уперше, але дебютував під номером сорок чотири в чарті від 18 до 24 грудня 2022 року, продавши 2597 копій альбому. Корейський журнал-критик IZM оцінив альбом у 4,5 із 5 зірок, що є найвищою оцінкою, яку журнал коли-небудь давав жіночому гурту. Письменник Сон Син Гин висловив думку, що Fifty Fifty «це гарний приклад того, що відбувається, коли зустрічаються чудові пісні та хороші співаки. Завдяки їм у Кореї з'явилася ще один хороший жіночий гурт».
The Recording Academy обрала Fifty Fifty як одну з «K-pop жіночих гуртів, за якими варто спостерігати у 2023 році», написавши: «квартет демонструє різні кольори та вокальну зрілість, яку важко знайти, але мати її надзвичайно важливо». Вони також були названі одним із «Найкращих K-pop дебютів року» за версією Rolling Stone India, а «Tell Me» і «Lovin Me» увійшли до списків «Найкращих K-pop пісень 2022 року», складених Paper і Mashable відповідно.

### 2023: міжнародний успіх з «Cupid» та суд з Attrakt

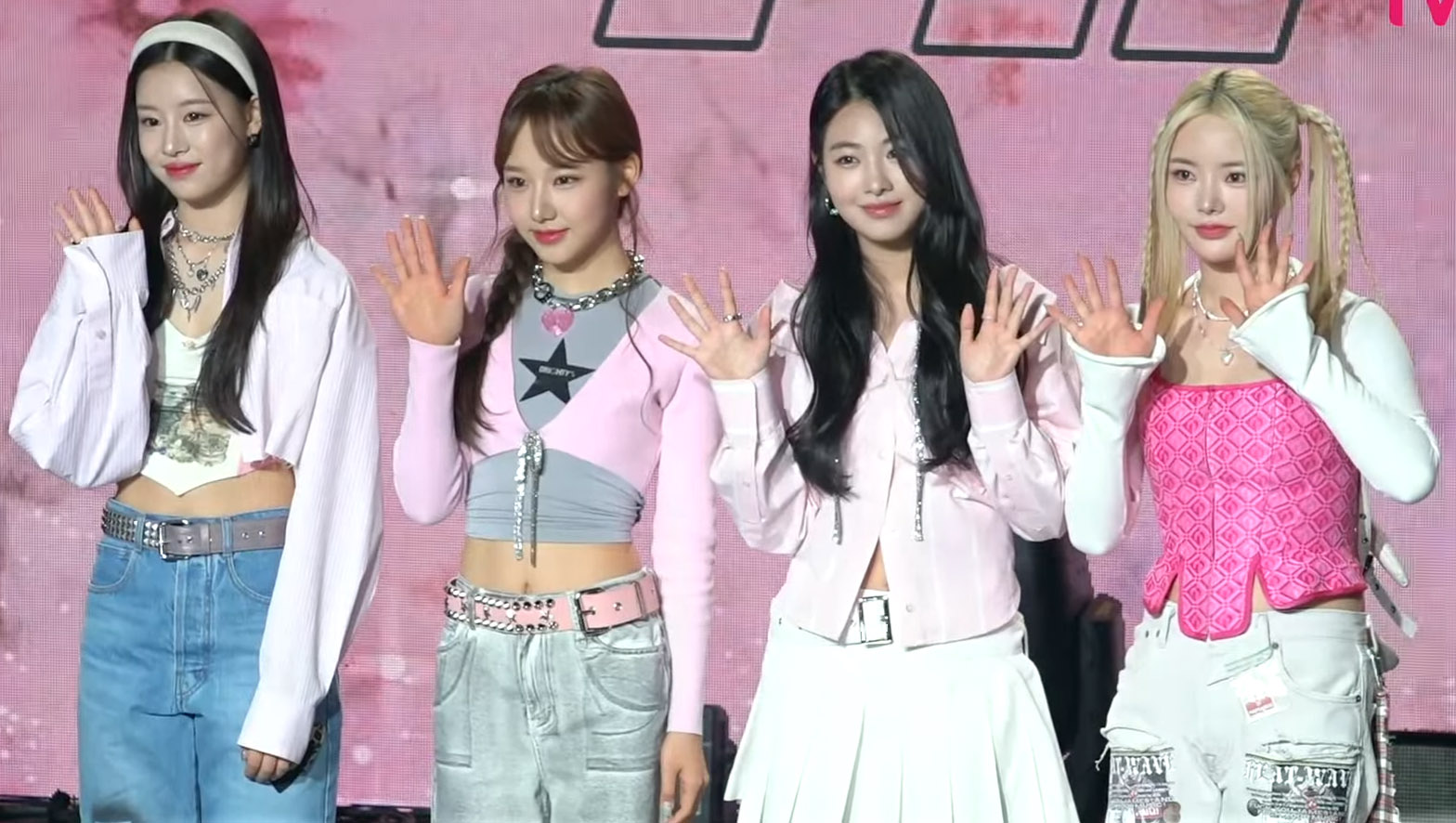
Fifty Fifty у квітні 2023. Зліва направо: Сіо, Сена, Аран та Кіна

24 лютого 2023 року гурт випустив свій перший сингл-альбом The Beginning: Cupid разом із кліпом на заголовну пісню «Cupid». У пісні, яка була записана корейською та англійською мовами, Кіна написала частину корейської лірики. Невдовзі пришвидшена версія англомовної версії, створена фанатами, стала вірусною в TikTok: 27 березня «Cupid» увійшли до Billboard Hot 100, ставши шостим гуртом та найшвидшим K-pop гуртом в історії, який досяг такого результату. Пісня згодом стала найвищим хітом південнокорейського жіночого гурту в історії чарту Pop Airplay і лише другим південнокорейським музичним гуртом, який потрапив в Adult Pop Airplay після BTS.
25 травня було оголошено, що гурт буде представлений у саундтреку до фільму «Барбі».
19 червня учасниці гурту подали клопотання про призупинення ексклюзивних контрактів з компанією Attrakt, мотивуючи це порушенням контрактних зобов'язань, а також непрозорістю фінансових розрахунків і медичною недбалістю під час промо-акцій гурту. Вони також подали заявку реєстрацію торгових марок - назви гурту та їхніх сценічних імен.

## Учасниці
| Сценічний псевдонім | Сценічний псевдонім | Сценічний псевдонім | Справжнє ім'я    | Справжнє ім'я        | Справжнє ім'я | Дата народження            | Позиція у гурті                 |
| Українською         | Латиницею           | Хангилем            | Українською      | Латиницею            | Хангилем      | Дата народження            | Позиція у гурті                 |
| ------------------- | ------------------- | ------------------- | ---------------- | -------------------- | ------------- | -------------------------- | ------------------------------- |
| Кіна                | Keena               | 키나                | Сон Чакьон       | Song Jakyung         | 송자경        | 9 липня 2002 (23 роки)     | Головна реперка, вокалістка     |
| Шанель              | Chanelle            | 샤넬                | Шанель Мун Томас | Chanelle Moon Thomas | —             | 14 червня 2003 (22 роки)   | Головна вокалістка, реперка     |
| Євон                | Yewon               | 예원                | Сон Євон         | Son Yewon            | 손예원        | 18 березня 2005 (20 років) | Вокалістка                      |
| Хана                | Hana                | 하나                | Ім Харам         | Lim Haram            | 임하람        | 5 вересня 2006 (18 років)  | Вокалістка, танцюристка         |
| Атена               | Athena              | 아테나              | Атена Янг        | Athena Yang          | —             | 15 березня 2007 (18 років) | Вокалістка, макне               |
| Колишні учасниці    |                     |                     |                  |                      |               |                            |                                 |
| Сена                | Saena               | 새나                | Чон Сехьон       | Jeong Sehyun         | 정세현        | 12 березня 2004 (21 рік)   | Лідерка, танцюристка, реперка   |
| Сіо                 | Sio                 | 시오                | Чон Чіхо         | Jeong Jiho           | 정지호        | 6 жовтня 2004 (20 років)   | Головна вокалістка, танцюристка |
| Аран                | Aran                | 아란                | Чон Ина          | Jeong Eunah          | 정은아        | 11 жовтня 2004 (20 років)  | Вокалістка, танцюристка, макне  |

## Дискографія

### Збірки
| Назва         | Деталі альбому | Пікові позиції у чартах |
| Назва         | Деталі альбому | US World                |
| ------------- | --- | ----------------------- |
| The Beginning | - Реліз: 22 вересня 2023 - Лейбл: Attrakt - Формат: CD, цифрове завантаження, стриминг Трек-лист 1. «Cupid» («Twin» version) 2. «Cupid» («Twin» version, featuring Sabrina Carpenter) 3. «Lovin' Me» 4. «Tell Me» 5. «Higher» 6. «Log In» 7. «Cupid» 8. «Cupid» («Twin» version, live studio ver. OT4) 9. «Lovin' Me» (live studio ver. OT4) 10. «Tell Me» (live studio ver. OT4) 11. «Cupid» («Twin» version, sped up) | 5                       |

### Мініальбоми
| Назва     | Деталі | Пікові позиції у чартах | Продажі                  |
| Назва     | Деталі | KOR                     | Продажі                  |
| --------- | --- | ----------------------- | ------------------------ |
| The Fifty | - Реліз: 18 листопада 2022 - Лейбл: Attrakt - Формат: CD, цифрове завантаження, стриминг Трек-лист 1. «Tell Me» 2. «Lovin' Me» 3. «Higher» 4. «Log In» | 44                      | - Південна Корея: 7,997  |
| Love Tune | - Реліз: 20 вересня 2024 - Лейбл: Attrakt, Arista Records - Формат: CD, цифрове завантаження, стриминг                                                 | 11                      | - Південна Корея: 31,745 |

### Сингл-альбоми
| Назва                | Деталі                                                                                | Пікові позиції у чартах | Продажі                  |
| Назва                | Деталі                                                                                | KOR                     | Продажі                  |
| -------------------- | ------------------------------------------------------------------------------------- | ----------------------- | ------------------------ |
| The Beginning: Cupid | - Реліз: 24 лютого 2023 - Лейбл: Attrakt - Формат: CD, цифрове завантаження, стриминг | 11                      | - Південна Корея: 37,390 |

### Сингли
| Назва                                                                       | Рік  | Пікові позиції у чартах | Пікові позиції у чартах | Пікові позиції у чартах | Пікові позиції у чартах | Пікові позиції у чартах | Пікові позиції у чартах | Пікові позиції у чартах | Пікові позиції у чартах | Пікові позиції у чартах | Пікові позиції у чартах | Продажі     | Сертифікації                                               | Альбом               |
| Назва                                                                       | Рік  | KOR                     | KOR Songs               | AUS                     | CAN                     | NZ                      | UK                      | US                      | US World                | VIE                     | WW                      | Продажі     | Сертифікації                                               | Альбом               |
| --------------------------------------------------------------------------- | ---- | ----------------------- | ----------------------- | ----------------------- | ----------------------- | ----------------------- | ----------------------- | ----------------------- | ----------------------- | ----------------------- | ----------------------- | ----------- | ---------------------------------------------------------- | -------------------- |
| «Higher»                                                                    | 2022 | 191                     | —                       | —                       | —                       | —                       | —                       | —                       | —                       | —                       | —                       | Н/Д         | Н/Д                                                        | The Fifty            |
| «Cupid»                                                                     | 2023 | 7                       | 3                       | 2                       | 6                       | 1                       | 8                       | 17                      | 2                       | 1                       | 2                       | - WW: 4,000 | - ARIA: Gold - BPI: Silver - MC: Platinum - RMNZ: Platinum | The Beginning: Cupid |
| «Barbie Dreams» (featuring Kaliii)                                          | 2023 | —                       | —                       | —                       | —                       | —                       | —                       | —                       | —                       | —                       | —                       | Н/Д         | Н/Д                                                        | Barbie: The Album    |
| «—» релізи, що не потрапили у чарти або не виходили у відповідних регіонах. |      |                         |                         |                         |                         |                         |                         |                         |                         |                         |                         |             |                                                            |                      |

### Інші пісні у чартах
| Назва       | Рік  | Пікові позиції у чартах | Альбом    |
| Назва       | Рік  | KOR Down.               | Альбом    |
| ----------- | ---- | ----------------------- | --------- |
| «Tell Me»   | 2022 | 127                     | The Fifty |
| «Lovin' Me» | 2022 | 113                     | The Fifty |

## Відеографія

### Музичні відео
| Назва                                   | Рік  | Режисер(и)                                      | Прим.  |
| --------------------------------------- | ---- | ----------------------------------------------- | ------ |
| «Lovin' Me»                             | 2022 | Byunghak Park, Sujung Lee                       | [ 53 ] |
| «Log In» Performance Video              | 2022 | Jin Juyi, Moon MinJoo (Zanybros, Rollcam Media) | [ 54 ] |
| «Higher»                                | 2022 | Naive Creative Production                       | [ 55 ] |
| «Tell Me» Official Lyric Video          | 2022 | Danny JY Lee                                    | [ 56 ] |
| «Cupid»                                 | 2023 | Myunghyun Bae (Zanybros)                        | [ 57 ] |
| «Cupid» (TwinVer.) Official Lyric Video | 2023 | Danny JY Lee                                    | [ 58 ] |

### Інші відео
| Назва                            | Рік  | Режисер(и) | Прим.  |
| -------------------------------- | ---- | ---------- | ------ |
| «What If» — Aran's Concept Film  | 2022 | Невідомий  | [ 59 ] |
| «What If» — Keena's Concept Film | 2022 | Невідомий  | [ 60 ] |
| «What If» — Sio's Concept Film   | 2022 | Невідомий  | [ 61 ] |
| «What If» — Saena's Concept Film | 2022 | Невідомий  | [ 62 ] |

## Фільмографія

### Веб-шоу
| Рік       | Назва         | Нотатки                  | Прим.  |
| --------- | ------------- | ------------------------ | ------ |
| 2022–2023 | Fifty Company | Вийшло 18 листопада 2022 | [ 63 ] |

## Нагороди і номінації
| Нагорода                  | Рік  | Категорія                           | Номінант / Робота      | Результат | Прим.  |
| ------------------------- | ---- | ----------------------------------- | ---------------------- | --------- | ------ |
| Billboard Music Awards    | 2023 | Top Duo/Group                       | Fifty Fifty            | Номінація | [ 64 ] |
| Billboard Music Awards    | 2023 | Top Global K-pop Song               | «Cupid»                | Номінація | [ 64 ] |
| Circle Chart Music Awards | 2024 | Mubeat Global Choice Award — Female | Fifty Fifty            | Номінація | [ 65 ] |
| The Fact Music Awards     | 2023 | Best Music — Spring                 | «Cupid»                | Номінація | [ 66 ] |
| Golden Disc Awards        | 2024 | Rookie Artist of the Year           | Fifty Fifty            | Перемога  | [ 67 ] |
| Golden Disc Awards        | 2024 | Best Digital Song (Bonsang)         | «Cupid»                | Номінація | [ 68 ] |
| Golden Disc Awards        | 2024 | Most Popular Artist (Female)        | Fifty Fifty            | Номінація | [ 69 ] |
| iHeartRadio Music Awards  | 2024 | K-pop Song of the Year              | «Cupid (Twin Version)» | Перемога  | [ 70 ] |
| iHeartRadio Music Awards  | 2024 | TikTok Bop of the Year              | «Cupid (Twin Version)» | Номінація | [ 70 ] |
| Korean Music Awards       | 2024 | Best K-pop Song                     | «Cupid»                | Номінація | [ 71 ] |
| Melon Music Awards        | 2023 | Top 10 Artist Award                 | Fifty Fifty            | Номінація | [ 72 ] |
| MTV Europe Music Awards   | 2023 | Best K-Pop                          | Fifty Fifty            | Номінація | [ 73 ] |
| MTV Video Music Awards    | 2023 | Best K-Pop                          | «Cupid»                | Номінація | [ 74 ] |
| MTV Video Music Awards    | 2023 | Group of the Year                   | Fifty Fifty            | Номінація | [ 75 ] |
| MTV Video Music Awards    | 2023 | Song of Summer                      | «Cupid»                | Номінація | [ 75 ] |
| Seoul Music Awards        | 2024 | Discovery of the Year               | Fifty Fifty            | Перемога  | [ 76 ] |
| Seoul Music Awards        | 2024 | Main Award (Bonsang)                | The Beginning: Cupid   | Номінація | [ 77 ] |
| Seoul Music Awards        | 2024 | Korean Wave Award                   | The Beginning: Cupid   | Номінація | [ 77 ] |
| Seoul Music Awards        | 2024 | Popularity Award                    | The Beginning: Cupid   | Номінація | [ 77 ] |

## Нотатки
1. ↑  Сингл «Barbie Dreams» не потрапив у Circle Digital Chart, але посів 81 місце у Circle Download Chart[50].
2. ↑  Сингл «Barbie Dreams» не потрапив у NZ Top 40 Singles Chart, але посів 18 місце у NZ Hot Singles Chart[51].